# Veine cutanée
Les veines cutanées (ou veines sous-cutanées) sont les veines situées dans le derme et l'hypoderme.

## Fonction
Les veines cutanées font partie du système veineux superficiel et forment un réseau anastomotique dans le derme et l'hypoderme jouant un rôle important dans la thermorégulation corporelle.